# Лемниц, Альфред
Альфре́д Ле́мниц (нем. Alfred Lemmnitz; 27 июня 1905, Тауха — 23 сентября 1994, Берлин) — министр народного образования ГДР.

## Биография
Лемниц выучился на типографского наборщика и изучал экономику в Лейпцигском университете. В 1927—1931 годах состоял в Социал-демократической партии Германии и молодёжной социалистической организации в Мёрсе. В 1931 году вступил в Коммунистическую партию Германии и возглавил организацию Коммунистического союза молодёжи Германии в Дуйсбурге. С 1933 года работал нелегально и неоднократно подвергался защитному аресту. В 1933—1936 годах содержался в концентрационных лагерях в Бёргермооре и Эстервегене, до 1937 года находился в следственном изоляторе в Дуйсбурге. Был приговорён к одному году и девяти месяцам заключения, отпущен на свободу и выслан из Рурской области. Эмигрировал в Нидерланды, где входил в правление КПГ в Амстердаме. После оккупации Нидерландов был вновь арестован и в 1941 году приговорён к двум годам тюремного заключения. До 1945 года находился в заключении в Бранденбургской тюрьме.
В 1946 году Лемниц вступил в Социалистическую единую партию Германии, продолжил учёбу и получил диплом Лейпцигского университета в 1948 году. В 1948—1953 годах возглавил кафедру политической экономии в Высшей партийной школе имени Карла Маркса, до 1955 года был профессором политической экономии и деканом экономического факультета Ростокского университета, до 1956 года возглавлял Высшую финансовую школу в Бабельсберге и до 1958 года — Высшую экономическую школу в Берлине. В 1958 году стал преемником Фрица Ланге на посту министра народного образования ГДР, вошёл в Совет Министров ГДР и Идеологическую комиссию при Политбюро ЦК СЕПГ. В 1963—1965 годах Лемниц являлся научным сотрудником Института экономических наук Академии наук ГДР, до 1971 года являлся заместителем директора Немецкого института экономики и позднее сотрудником Института международной политики и экономики.
Похоронен на 3-м Панковском кладбище.